# Flaga Terytorium Północnego
Flaga Terytorium Północnego – przedstawia Krzyż Południa – będący drogowskazem na południu gwiazdozbiór jest częstym motywem w symbolach tej części świata. Czarna czołowa część płata, oznacza przynależność do Związku Australijskiego. W części swobodnej, stylizowany kwiat bawełny (Gossypium sturtianum), zwany pustynna róża Sturta. Wewnątrz umieszczono siedmioramienną, czarną gwiazdę, przypominająca niegdysiejsze starania, aby Terytorium Północne stało się siódmym stanem. Czerń, biel i ochrę uznano za barwy narodowe.
Uchwalona 1 lipca 1978 roku.